# Ghiacciaio Bender
Il ghiacciaio Bender (in inglese: Bender Glacier) è un ghiacciaio situato sulla costa di Zumberge, nella parte occidentale della Terra di Ellsworth, in Antartide. In particolare, il ghiacciaio, il cui punto più alto si trova a oltre 2.000 m s.l.m., è situato sul versante occidentale della catena principale della dorsale Sentinella, nelle montagne di Ellsworth. Da qui esso fluisce verso sud a partire dal versante meridionale del monte Atkinson, scorrendo tra il picco Chaplin, a ovest, e il picco Krusha, a est, fino ad unire il proprio flusso a quello del ghiacciaio Nimitz. Prima di arrivare al Nimitz, il flusso del ghiacciaio Bender viene arricchito da quello di tre suoi tributari, da nord a sud: il ghiacciaio Severinghaus, il ghiacciaio Brook e il ghiacciaio Bolgrad.

## Storia
Il ghiacciaio Bender è stato così battezzato nel 2006 dal Comitato consultivo dei nomi antartici in onore di Michael L. Bender, professore di geochimica all'Università di Princeton, le cui ricerche sul paleoclima si focalizzano dal 1984 sul cambiamento climatico glaciale e sul ciclo del carbonio globale.